# فضای داغ
فضای داغ (به انگلیسی: Hot Space) دهمین آلبوم استودیویی گروه بریتانیایی کوئین است که در ۳ مه ۱۹۸۲ منتشر شد. این آلبوم تفاوت قابل توجهی در سبک موسیقی نسبت به آلبومهای سابق کوئین دارد. در «فضای داغ» تمرکز بیشتری بر روشهای موسیقی پاپ، دیسکو، و R&B وجود دارد.